# Jelity Mihály
Jelity Mihály (horvátul: Mišo Jelić) (Hercegszántó, 1881. december 17. – Baja, 1961. február 13.) magyarországi horvát költő, író.

## Élete
1900-ban érettségizett, Zomborban, 1907-ben Kolozsváron szerzett jogi diplomát. 1912-től ügyvédként dolgozott Baján. 1914–18 között az első világháborúban harcolt, ahonnan kapitányi rangban szerelt le.
Felemelte a szavát azon szerb papok ellen, akik áttérítették a hercegszántói katolikusok egy részét pravoszláv hitre.
1948-ban származása miatt szabadságvesztésre ítélték, ahol megromlott az egészsége. Ekkor a kommunista hatalom az összes művét megsemmisítette, csak a kéziratai maradtak meg.
Műgyűjtő is volt: helyi sokác kulturális értékeket gyűjtött össze.

## Művek róla
- Mandics Zsivkó: Grijeh bi bio zaboraviti ga, Hrvatski kalendar, Savez Hrvata u Mađarskoj, Buduapest, 1995., str. 120.-129.

Sanja Vulić Vranković akadémikus az alábbi műveket írta róla:
- O književnom djelu i jeziku Miše Jelića, 2001.
- O književnom djelu Miše Jelića, 2003.
- Rječotvorbeni modeli u djelima Ivana Petreša (1876.-1937.), Miše Jelića (1881.-1961.) i Grge Andrina (1855.-1905.), 2003.
- Jezik Miše Jelića, 2004.
- Jezične značajke u djelima šokačkoga pisca iz Mađarske Miše Jelića, 2004.
- Mišo Jelić u književnosti mađarskih Hrvata, 2001.
- O književnom djelu i jeziku Miše Jelića, 2002.

## Külső hivatkozások
- (horvátul) O književnom djelu Miše Jelića PDF
- (horvátul) Sanja Vulić Zavod za lingvistička istraživanja HAZU PDF
- Knjiga Archiválva 2007. szeptember 29-i dátummal a Wayback Machine-ben
- Članak u "Hrvatskom glasniku" Sanak snila Budimska kraljica... PDF
- (horvátul) Sanja Vulić Vranković - Popis radova